# جیکوب آبراهام
جیکوب آبراهام (به انگلیسی: Jacob Abraham) دانشمند و مهندس رایانه آمریکایی است که در حال حاضر دارای کرسی استادی کوکلر فمیلی ریجنتز در دپارتمان مهندسی برق و رایانه در دانشگاه تگزاس در آستین است. او عضو موسسه مهندسین برق و الکترونیک و انجمن ماشین‌های محاسباتی است.

## سنین جوانی و تحصیلات
او در سال ۱۹۷۰ مدرک کارشناسی خود را در رشته مهندسی برق از دانشگاه کرالا و مدرک کارشناسی ارشد، مهندسی برق، و دکترا، در مهندسی برق و علوم رایانه، را از دانشگاه استنفورد به ترتیب در سال ۱۹۷۱ و ۱۹۷۴ دریافت کرد. مشاور دکترای او ادوارد جی مک کلاسکی بود.

## مشارکت‌های علمی
او طی سال‌های ۱۹۷۵ تا ۱۹۸۸ در دانشگاه ایلینوی در اوربانا-شامپین و از سال ۱۹۸۸ در دانشگاه تگزاس در آستین بوده است. علایق تحقیقاتی او شامل طراحی و آزمایش «یکپارچه‌سازی کلان‌مقیاس (VLSI)»، درستی‌یابی صوری، و تاب‌آوری خطای محاسباتی است. او بیش از ۶۰ دانشجوی دکترا را راهنمایی کرده است. او به عنوان دستیار ویرایشگر چندین تراکنش IEEE، و به عنوان رئیس کمیته فنی انجمن رایانه‌ای IEEE در محاسبات تاب‌آوری خطا خدمت کرده است.

## جوایز و افتخارات
آبراهام جوایز متعددی از جمله جایزه امانوئل آر. پییوری مؤسسه مهندسان برق و الکترونیک،جایزه ژان کلود لاپری، و مدال مشارکت مادام العمر مؤسسه مهندسان برق و الکترونیک تی‌تی‌تی‌سی را دریافت کرده است. او همچنین یکی از اعضای مؤسسه مهندسان برق و الکترونیک و انجمن ماشین‌های حسابگر بود.